# Markatal bei Bischofsbrück
Das Markatal bei Bischofsbrück ist ein Naturschutzgebiet in der niedersächsischen Stadt Friesoythe und der Gemeinde Molbergen im Landkreis Cloppenburg sowie der Gemeinde Vrees im Landkreis Emsland.

## Allgemeines
Das Naturschutzgebiet mit dem Kennzeichen NSG WE 297 ist circa 25 Hektar groß. Davon entfallen rund 20,5 Hektar auf den Landkreis Cloppenburg und rund 4,5 Hektar auf den Landkreis Emsland. Im Süden grenzt es an das Naturschutzgebiet „Oberlauf der Marka / Mittelradde“, im Norden an das Naturschutzgebiet „Markatal“. Im Westen grenzt es an das Landschaftsschutzgebiet „Markaradde – Marka – Südradde“. Teile des Landschaftsschutzgebietes sind im Naturschutzgebiet aufgegangen. Der Flusslauf der Marka ist im Bereich des Naturschutzgebietes gleichzeitig als FFH-Gebiet „Markatal mit Bockholter Dose“ ausgewiesen. Das Gebiet steht seit dem 1. Januar 2019 unter Naturschutz. Zuständige untere Naturschutzbehörden sind die Landkreise Cloppenburg und Emsland.

## Beschreibung
Das Naturschutzgebiet liegt nordwestlich von Cloppenburg und südlich von Friesoythe in einem landwirtschaftlich geprägten Gebiet am Rand des Naturparks Hümmling. Es erstreckt sich entlang der Marka von deren Querung durch die Landesstraße 836 zwischen Vrees und Peheim bis zur südlichen Grenze des Naturschutzgebietes „Markatal“ bei Neumarkhausen. Es stellt den Gewässerlauf mit seinen Böschungen und den angrenzenden Gewässerrandstreifen, Teile der angrenzenden Auwald- und Grünlandbereiche sowie sonstiger auetypischer Biotope unter Schutz. Die Marka verläuft im Naturschutzgebiet überwiegend naturnah mit weitgehend natürlicher Gewässerdynamik. Sie verfügt über gewässertypische Sohl- und Sedimentstrukturen und beherbergt gut entwickelte, flutende Wasservegetation. Die Marka wird abschnittsweise von Auwald und Gehölzsäumen begleitet. Die Gewässerrandstreifen werden von Uferstaudenfluren und Rieden eingenommen, an die sich vielfach Feuchtwiesen, aber auch versumpfte Bereiche anschließen.
Die Marka ist Lebensraum von Bach- und Flussneunauge.